# Lago Salda
El lago Salda  es un lago de cráter de tamaño mediano en el suroeste de Turquía, en una zona conocida como "la región de los lagos" que está dentro de los límites del distrito de Yeşilova en la provincia de Burdur y se encuentra a una distancia de 50 kilómetros al oeste de la sede de la provincia de Burdur.
Toda la zona está declarada parque nacional.
El lago Salda está separado geográficamente de los lagos más grandes que están al oeste y, al ser un lago del cráter, es morfológicamente diferente.
La zona del lago cubre 45 km², y su profundidad alcanza 196 m, lo que lo convierte en uno de los lagos más profundos de Turquía. Su altitud es de 1139 metros sobre el nivel del mar y mide 8 km de norte a sur y 6 de oeste a este.
Es un sitio de excursión muy popular en toda la región y de fuera de ella, tanto más por el mineral de hidromagnesitas, que se encuentran a lo largo de sus costas y se cree que ofrecen remedios para ciertas enfermedades dermatológicas. La línea costera rodeada de bosques de pino negro también son populares entre los cazadores, la caza y las aves, que incluye las codornices, liebres, zorros, jabalíes y patos silvestres, además de los peces del lago.
Un municipio se encuentra al borde sudoeste del lago con el mismo nombre, Salda. La sede administrativa local de Yeşilova.
Su peculiar morfología llevado a varios estudios académicos que se llevó a cabo en el lago Salda. La naturaleza alcalina inusual del lago significa que es uno de los pocos lugares donde las antiguas algas estromatolitos todavía crece.